# Hypotaenidia
Genre
Hypotaenidia est un genre d'oiseaux de la famille des Rallidae.

## Liste des espèces
Selon la classification de référence du Congrès ornithologique international (janvier 2024) :
- Hypotaenidia okinawae (Yamashina & Mano, 1981) – Râle d'Okinawa
- Hypotaenidia torquata (Linnaeus, 1766) – Râle à collier
- Hypotaenidia philippensis (Linnaeus, 1766) – Râle tiklin
- Hypotaenidia owstoni Rothschild, 1895 – Râle de Guam
- Hypotaenidia insignis (Sclater, PL, 1880) – Râle de Nouvelle-Bretagne
- Hypotaenidia rovianae (Diamond, 1991) – Râle roviana
- Hypotaenidia woodfordi (Ogilvie-Grant, 1889) – Râle de Woodford
- † Hypotaenidia poeciloptera (Hartlaub, 1866) – Râle des Fidji
- Hypotaenidia sylvestris (Sclater, PL, 1870) – Râle sylvestre
- † Hypotaenidia dieffenbachii (Gray, GR, 1843) – Râle de Dieffenbach
- † Hypotaenidia pacifica (Gmelin, JF, 1789) – Râle tévéa
- † Hypotaenidia wakensis Rothschild, 1903 – Râle de Wake